# ارگ آلمادوشن
Map
بقایای ارگ آلمادوشن مربوط به دوره اشکانیان - سده‌های اولیه و میانه دوران‌های تاریخی پس از اسلام است و در شهرستان بجنورد، بخش راز وجرگلان، دهستان غلامان، روستای آلمادوشن واقع شده و این اثر در تاریخ ۱۸ شهریور ۱۳۸۷ با شمارهٔ ثبت ۲۳۱۷۰ به‌عنوان یکی از آثار ملی ایران به ثبت رسیده‌است.
آلمادوشن واژه‌ای ترکی و جایی است، که سیب افتاد. ارگ بر فراز کوهی است با قله‌ای تخت و در نزدیکی آن روستایی است همنام با آن. در کنار لبهٔ جنوبی قله، آواری از ساختمانی بزرگ و چهارگوش برجای مانده‌است. آلمادوشن در گذری ۱۵۰۰ ساله؛ از دوره اشکانیان تا قرن ۷ هجری قمری، قلعه‌ای با کاربرد نظامی بوده‌است.